# Vancouver Peninsula
Vancouver Peninsula är en halvö i Australien. Den ligger i kommunen Albany och delstaten Western Australia, omkring 390 kilometer sydost om delstatshuvudstaden Perth.
Genomsnittlig årsnederbörd är 1 017 millimeter. Den regnigaste månaden är juni, med i genomsnitt 147 mm nederbörd, och den torraste är februari, med 22 mm nederbörd.